# غنی‌سازی رفتاری

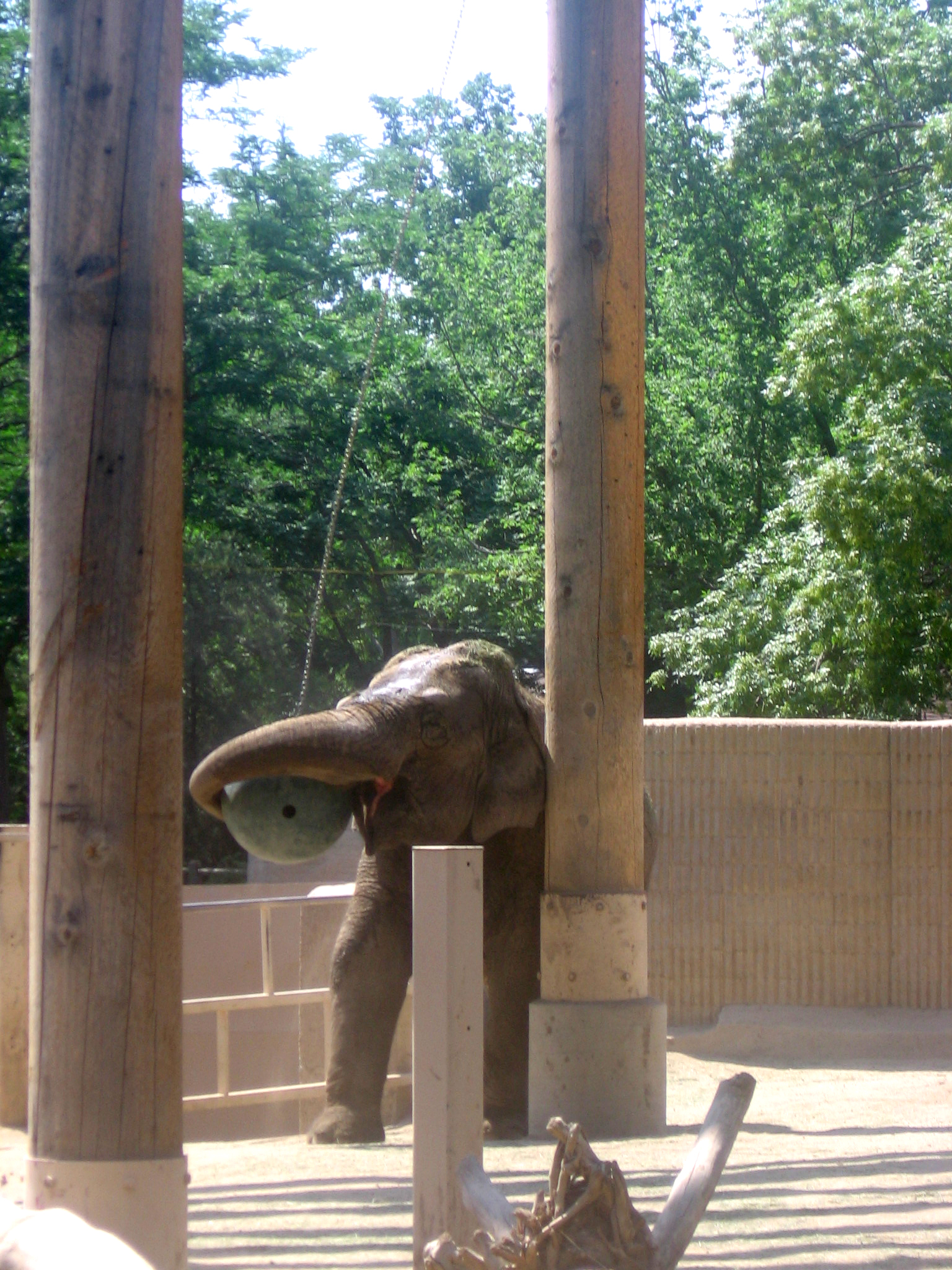
یک فیل آسیایی در باغ وحشی که توپ آویزانی را دستکاری می‌کند که برای غنی‌سازی محیط ارائه شده‌است

غنی‌سازی رفتاری (به انگلیسی: Behavioral enrichment) یا غنی‌سازی محیط (Environmental enrichment)، یک اصل نگهداری جانوران است که با شناسایی و ارائه محرک‌های محیطی لازم برای بهزیستی روانی و فیزیولوژیکی به دنبال ارتقای کیفیت مراقبت از جانوران در اسارت است. غنی‌سازی می‌تواند فعال یا غیرفعال باشد، بسته به اینکه نیاز به تماس مستقیم بین جانور و غنی‌سازی دارد. انواع تکنیک‌های غنی‌سازی برای ایجاد نتایج مطلوب مشابه با تاریخچه فردی و گونه‌های جانوری استفاده می‌شود. هر یک از تکنیک‌های مورد استفاده برای تحریک حواس جانور به‌طور مشابه با نحوه فعال شدن آنها در طبیعت طراحی شده‌است. غنی‌سازی ممکن است در قالب عوامل شنوایی، بویایی، زیستگاه، غذا، پروژه‌های پژوهشی، آموزشی و ابزار دیده شود.

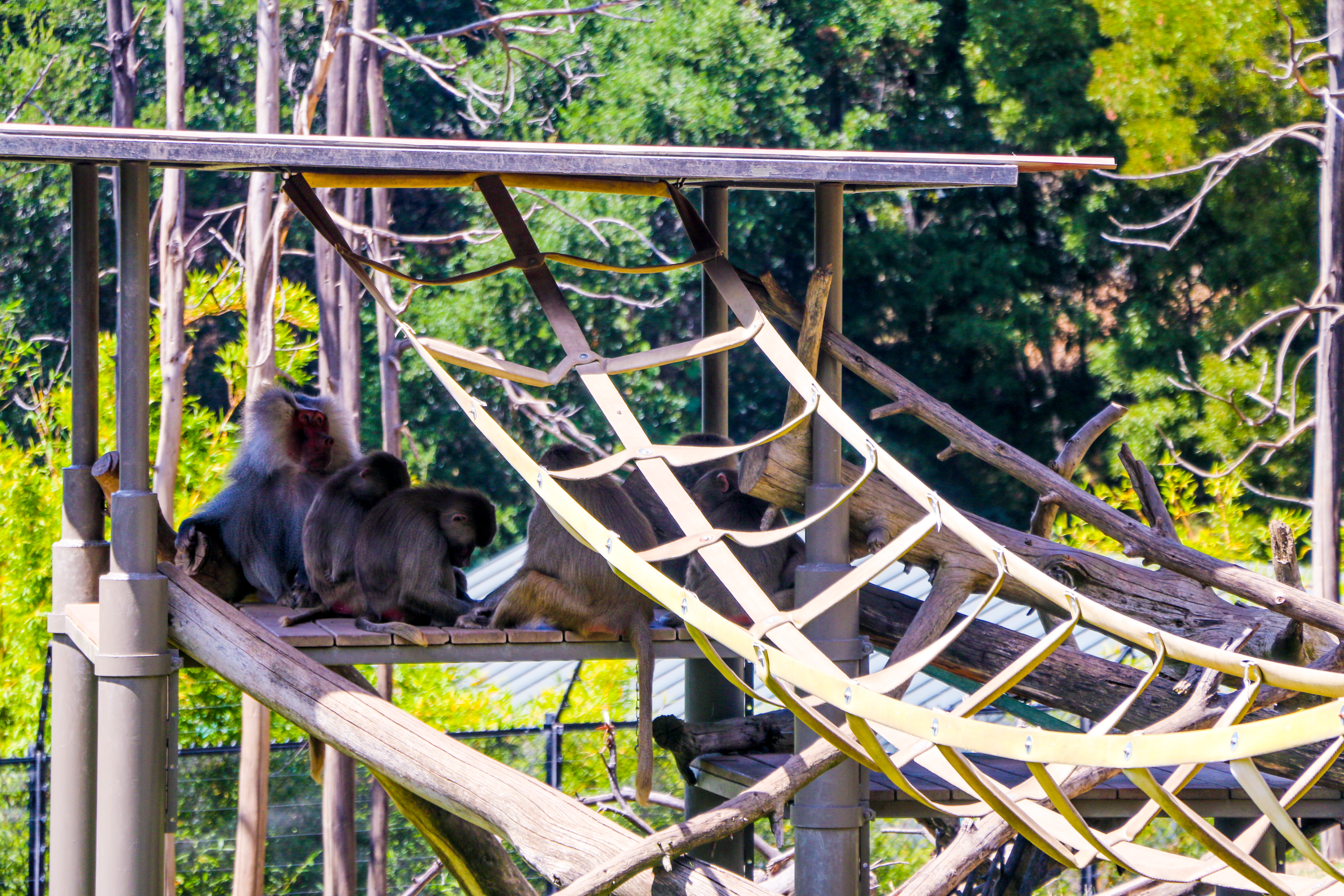
سازه‌ای که برای بابون‌ها در باغ وحش اوکلند ساخته شده‌است

غنی‌سازی محیط را می‌توان به هر جانوری در اسارت ارائه داد، از جمله:
- جانوران در باغ‌وحش‌ها و تأسیسات مربوط[۳]
- جانوران در پناهگاه‌ها[۴]
- جانوران در پناهگاه‌ها و مراکز فرزندخواندگی[۵]
- جانوران مورد کاربرد پژوهشی[۶]
- جانورانی که برای مصاحبت استفاده می‌شوند، مانند سگ، گربه، خرگوش و غیره.